# Zeitkapsel

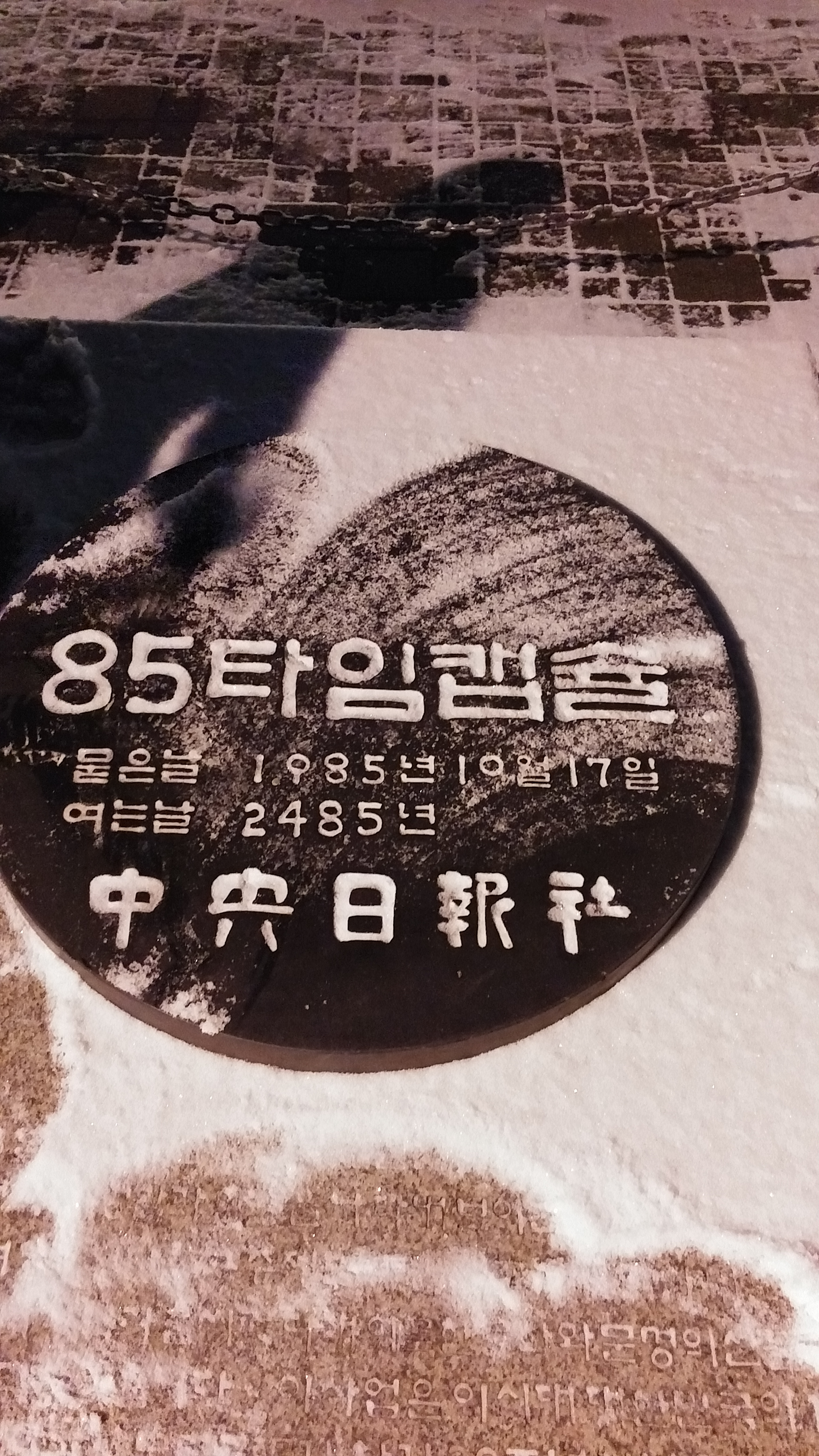
Eine 500-Jahr-Zeitkapsel am Seoul Tower auf dem Namsan. 1985 verschlossen, soll sie im Jahr 2485 geöffnet werden.

Eine Zeitkapsel ist ein Behälter zur Aufbewahrung von Dingen, der erst nach Ablauf eines bestimmten Zeitintervalls von Personen geöffnet wird oder werden darf, mit dem Zweck, zeittypische Dinge für nachfolgende Generationen zu bewahren und zu dokumentieren.
Der Begriff wird im deutschsprachigen Raum spätestens seit den 1930er Jahren benutzt. In den USA existieren aus der Zeit der Wende vom 19. zum 20. Jahrhundert schätzungsweise ca. 30 Zeitkapseln. Dort ist das Verfahren weiter verbreitet als in Europa.

## Variationen

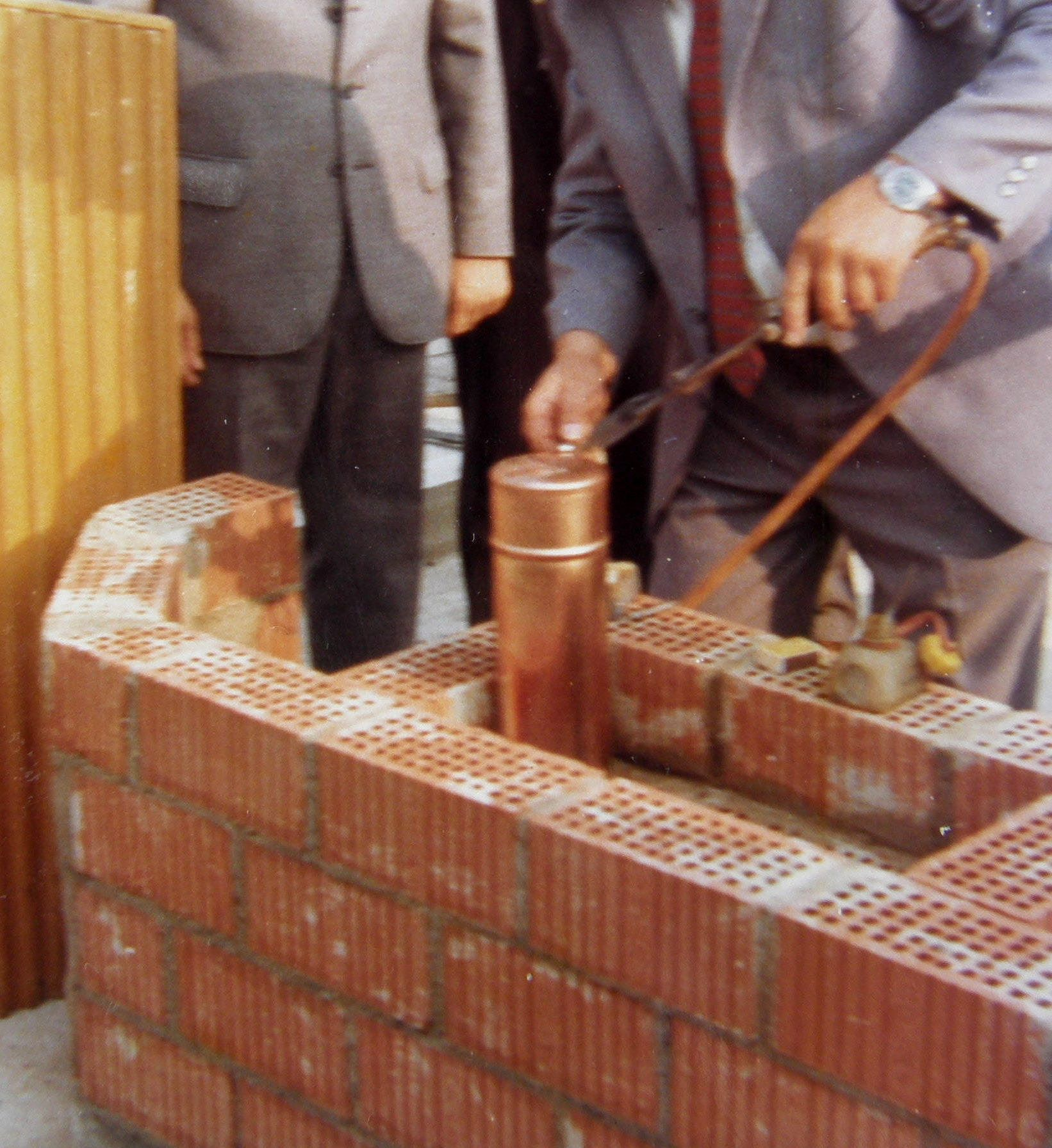
Verschließen einer kupfernen Zeitkapsel durch Weichlöten bei einer Grundsteinlegung

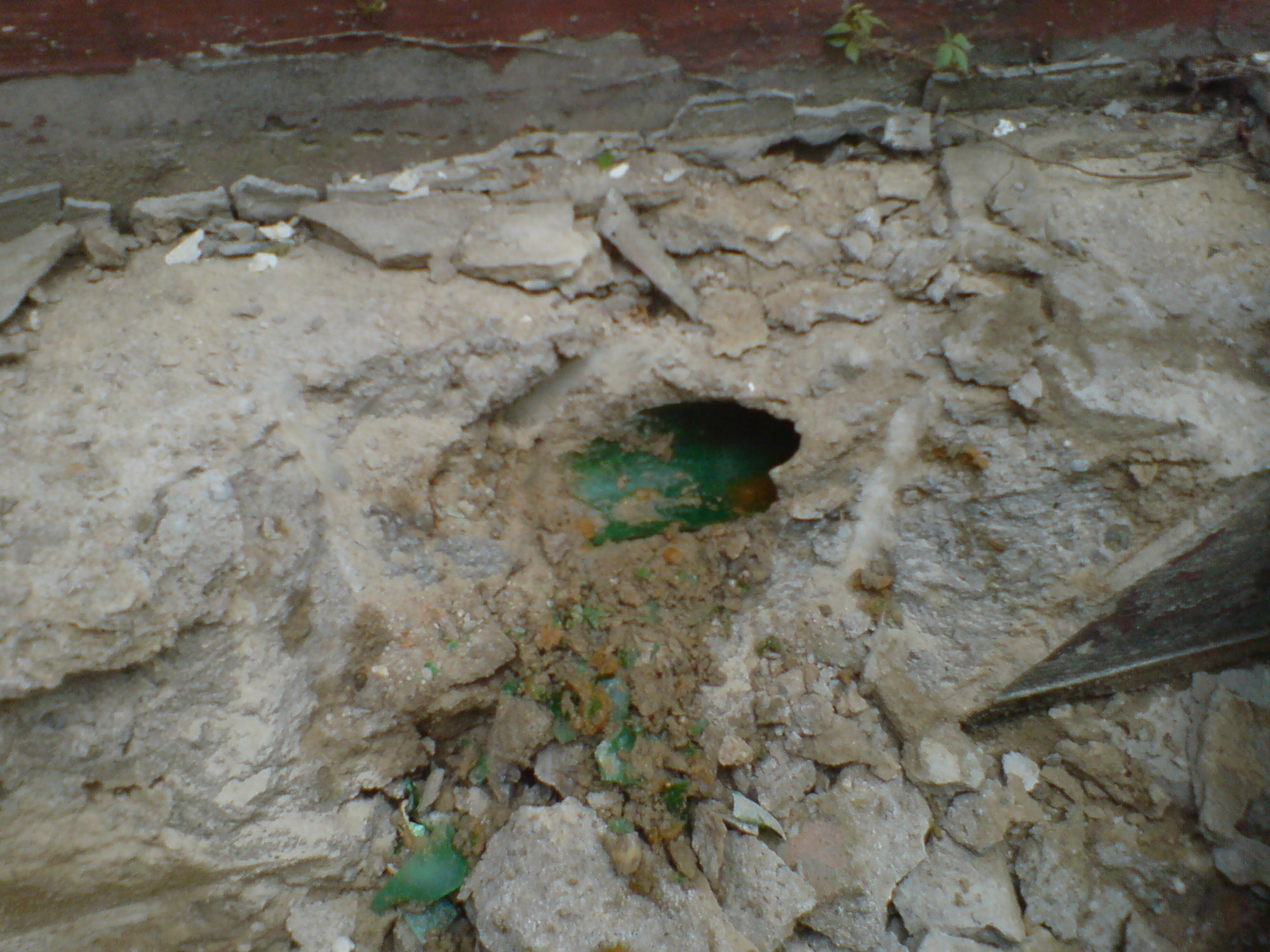
Aus einer Betonstufe freigelegte Flaschen-Zeitkapsel; durch Feuchtigkeit zerstörter Inhalt (Papierbrei)

Die typische Zeitkapsel (häufig wird auch von Urne, Kiste, Kapsel, Schatulle, Kassette, Dokumentenhülse, Bulle, „Flaschenpost“ oder allgemein von einem Behälter gesprochen) ist ein Behältnis, das beispielsweise bei einer Grundsteinlegung mit in den Grundstein eines neuen Gebäudes eingemauert wird. Auch in der Kugel von Kirchturmspitzen, dem Kirchturmknopf, werden traditionell Zeitkapseln hinterlegt. Im Gegensatz zu Grundsteinen, die selten geöffnet werden, wird bei der Renovierung von Kirchturmspitzen eine Öffnung meist zu einem Ereignis mit regionaler Bedeutung. Die alten Inhalte werden gerne in der Presse und den Medien präsentiert und deren Geschichte und der damalige Zeitpunkt der Legung dargestellt. Die Neulegung ist ebenso einen Bericht wert. Dabei werden die alten Inhalte mit neuen Dingen ergänzt und im Behälter verschlossen. Diese Inhalte können sein: Münzen und Geldscheine, Zeitungen des Tages, neu verfasste Chroniken und statistische Informationen der Ortschaft oder Stadt.
Es gibt auch andere Varianten der Zeitkapsel, zum Beispiel eine Kapsel, die man an sich selbst schickt und dann in ferner Zukunft öffnet, oder private Zeitkapseln für die Nachkommen. So werden manchmal Zeitkapseln auch nicht oder nicht vorwiegend mit der Absicht gestaltet, die Gegenwart zu illustrieren (um sich später in der Zukunft wieder neu an diese dann zur Vergangenheit gewordene Zeit zu erinnern), sondern um Wünsche auszudrücken und Zukunftsvorhersagen zu treffen (beispielsweise wie das eigene Leben in einigen Jahren aussehen könnte). Der besondere Reiz liegt oft darin, dadurch die Möglichkeit zu haben, später zu sehen, inwiefern diese Prognosen eingetroffen sind. Häufig hat das gestern noch für realistisch Gehaltene aus der Sicht der heutigen Realität daher auch ein kurioses Element und bietet nicht selten Anlass, sich (über sich selbst) zu amüsieren.
Auch Zufallsfunde bzw. Dachbodenfunde sind im weiteren Sinn Zeitkapseln. Diese historisch interessanten Funde sind aber meist unbeabsichtigt entstanden. Sogar ganze Bauwerke werden so genannt.
Bisweilen werden auch Autos als Zeitkapseln verwendet, so die „Miss Belvedere“, ein in Tulsa, Oklahoma 1957 versenkter Plymouth Belvedere, der 50 Jahre später beschädigt geborgen wurde.
Archäologische Zeitkapseln reichen von Rattenabfallhaufen über Eisbohrkerne bis hin zum antiken Pompeji.
Charakteristika einer Zeitkapsel tragen auch interstellare Botschaften wie die Pioneer-Plakette oder die Voyager Golden Record, da sie vermutlich sehr lange unterwegs sind, bis möglicherweise zukünftige Menschen oder eine außerirdische Intelligenz auf sie stoßen.
Eine virtuelle Form der Zeitkapsel sind auch Zukunftsvorstellungen in Science-Fiction-Romanen, Dystopien und Filmen, die in der Zukunft spielen. Oft tritt beim Eintreten des fiktiven Zeitpunkts ein erheiternder Effekt auf.

## Kapsel
Der Behälter bzw. die Kapsel sollte luft- und wasserdicht verschlossen werden können, um die Haltbarkeit des Inhalts über einen langen Zeitraum sicherzustellen. Vergleichbar ist das mit der Flaschenpost. Dringt Feuchtigkeit in die Kapsel, verrotten die Dokumente; Münzen können oxidieren und somit den Sinn der Kapsel zunichtemachen.

## Material

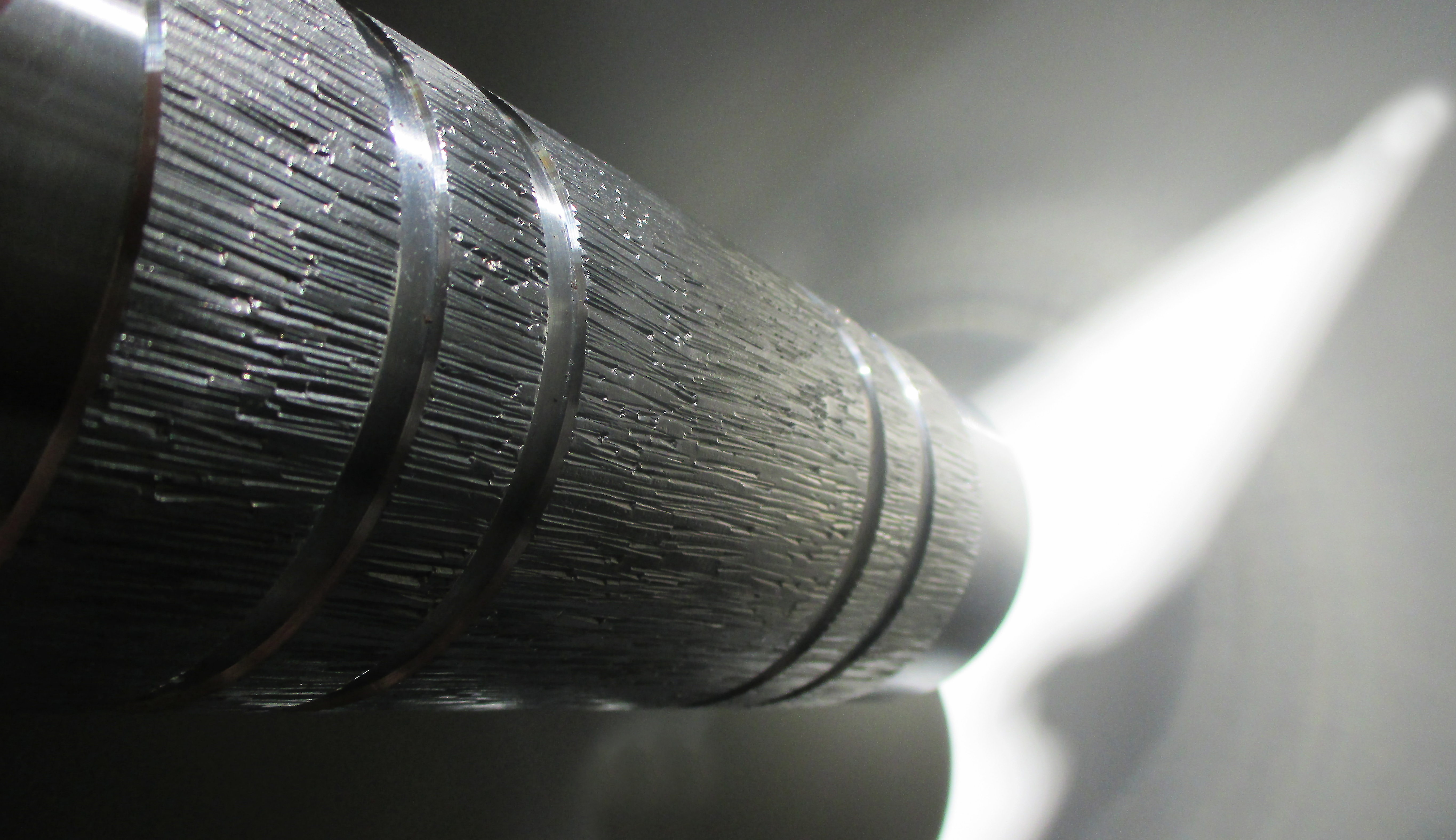
Zeitkapsel in Fertigung aus 20 mm dickem Edelstahl mit Beton-Verankerungsrillen

Aus Kostengründen werden heute sehr selten extrem verwitterungsbeständige Materialien wie Titan verwendet. Oft werden Zeitkapseln aus Kupfer oder Edelstahl angefertigt. Entscheidend für die sichere Aufbewahrung der Zeitdokumente ist neben dem verwendeten Material auch die Materialdicke.

## Lagerort
Der Lagerort sollte an einer wettergeschützten Stelle liegen, um ein Durchdringen von Feuchtigkeit (Regenwasser, Staunässe) zu vermeiden. Wird die Kapsel vergraben, sollte darauf geachtet werden, dass sie unterhalb der Frostgrenze liegt, da sie sonst durch die Witterung beschädigt und als Folge davon undicht werden kann.

## Beispiele
Bereits 1862 wurde im Johannisturm in Aschersleben eine Zeitkapsel in Form einer Blechbüchse mit sechs verschiedenen Urkunden gefunden, wovon die älteste auf 1599 datiert wurde und diverse Informationen zur Geschichte der Stadt enthalten waren. Ein Schriftstück vom 12. Juli 1652 beschrieb beispielsweise die Leiden durch den Dreißigjährigen Krieg in Aschersleben, in anderen Schriften wird vom Auftreten der Pest berichtet.
Um das Jahr 1900 waren Zeitkapseln in den USA populär, zum Beispiel wurde in dem am 29. Mai 1890 in Richmond (Virginia) aufgestellten Denkmal für General Robert Edward Lee eine Zeitkapsel deponiert.
Ein auf besonders lange Zeit ausgelegtes Zeitkapselprojekt ist die Crypt of Civilization, die im Jahr 1940 in einem aufgelassenen Schwimmbad an der Oglethorpe University verschlossen wurde und erst im Jahr 8113 geöffnet werden soll. Zum 50. Jahrestag der Versiegelung wurde dort 1990 die Internationale Zeitkapselgesellschaft gegründet.
Im Oktober 1938 wurde in 15 m Tiefe unter dem für die Weltausstellung 1939 in New York errichteten Pavillon der Westinghouse Electric Company eine Zeitkapsel vergraben. Diese enthält 1000 Bilder, Filme (u. a. einen Walt-Disney-Film mit Donald Duck sowie eine Kino-Wochenschau, die Präsident Franklin D. Roosevelt bei der Eröffnung einer Modenschau zeigt), einen Wecker, Bücher, Puppen (z. B. Micky Maus) sowie einen Elektrorasierer. Die Schriftstücke wurden hierfür mikroverfilmt. Um künftigen Generationen einen Eindruck vom Leben der 1930er Jahre zu geben, sind auch Alltagsgegenstände wie eine Nagelfeile, Zahnpulver und Gesichtspuder in einer Hülle enthalten, die aus dem damals neu entwickelten Metall Capuloy besteht, von dem man annahm, es sei besonders hart und widerstandsfähig:

„Diese ‚Zeitkapsel‘ hat ein Gewicht von 800 Pfund und ist in einer Art Kupferlegierung hergestellt. Sie soll in der Lage sein, wenigstens 5000 Jahre zu überstehen, ohne den Einflüssen des Bodens und der Feuchtigkeit zum Opfer gefallen zu sein. Deshalb trägt dieser Behälter auch die Aufschrift: ‚Erst öffnen im Jahre 6939!‘ Man will auf diese Weise die Sicherheit haben, daß in 5000 Jahren die Archäologen einen sehr genauen Ueberblick über unsere Zeitverhältnisse gewinnen können, vorausgesetzt, daß es dann überhaupt noch Archäologen gibt.“

Am 7. Mai 2008 wurde bei der Grundsteinlegung der neuen Zentrale des Bundesnachrichtendienstes eine ähnlich wie die Sankt-Georgs-Medaille gestaltete Zeitkapsel eingemauert. Sie zeigt auf dem Avers den Bundesadler mit der Umschrift „Bundesnachrichtendienst – Bundesrepublik Deutschland“ und auf Revers den Heiligen Georg und den Leitspruch des Bundesnachrichtendiensts „Libertas et Securitas“. Im Innern der aufschraubbaren Zeitkapsel befinden sich zwei Mikrofilme. Einer zeigt das Luftbild der alten Bundesnachrichtendienstzentrale in Pullach, der andere die Porträts der bisherigen Präsidenten des Bundesnachrichtendienstes.Antonia Kleikamp: Wie St. Georg zum Heiligen des BND wurde. In: Die Welt. 23. Dezember 2020 (Erstveröffentlichung 2014).
Im April 2011 wurde anlässlich der Renovierung des Kirchendaches eine Zeitkapsel aus der Turmkugel von der Spitze der Martinskirche in Müllheim im Markgräflerland geöffnet, die im April 1925 gepackt worden war. Die Dokumente darin waren von einer Art Wachspapier und einer doppelten Ummantelung aus Blei geschützt. Nach Abschluss der Renovierung wurde eine neu befüllte Kupfer-Kassette in die Turmkugel verbracht.
Im Herbst 2014 wurde in New York eine 100 Jahre alte Zeitkapsel der New-York Historical Society in Form einer massiven Bronze-Kiste geöffnet und zugleich eine neue gepackt. Sie war in den 1990er Jahren durch Zufall wiederentdeckt worden. Ursprünglich war geplant, die Kiste im Jahr 1974 zu öffnen. Allerdings gerieten sowohl der Klub als auch die Zeitkapsel in Vergessenheit und nach dem Fund wurde beschlossen, bis zum Jahr 2014 mit dem Öffnen zu warten.
Im Januar 2015 wurde über eine 220 Jahre alte Zeitkapsel berichtet. Diese soll im Jahr 1795 von den US-amerikanischen Freiheitskämpfern Samuel Adams, Paul Revere und William Scollay im Grundstein des Regierungsgebäudes von Massachusetts in Boston deponiert worden sein. Während Renovierungsarbeiten 1855 wurde diese Zeitkapsel gefunden, wieder vergraben und im Dezember 2014 während Reparaturarbeiten nach einem Wasserrohrbruch erneut gefunden und geborgen. Die Zeitkapsel enthielt eine gravierte silberne Platte, ein Abbild des Siegels des Commonwealth of Massachusetts, eine Medaille zu Ehren von George Washington und eine Münze aus dem Jahr 1652. Samuel Adams spielte eine Schlüsselrolle bei der Boston Tea Party gegen die britischen Besteuerungen und war Gouverneur von Massachusetts von 1794 bis 1797. Auch Paul Revere war damals ein bekannter Freiheitskämpfer. Oberst William Scollay (1756–1809) soll seine beiden Bekannten zu der Idee mit der Zeitkapsel überredet haben.
Während der Raumfahrt-Mission des deutschen ESA-Astronauten Alexander Gerst im Jahr 2018 befand sich eine Zeitkapsel des Deutschen Zentrums für Luft- und Raumfahrt (DLR) an Bord der Internationalen Raumstation. Nach der Rückkehr zur Erde im Januar 2019 wurde sie dem Haus der Geschichte in Bonn übergeben, wo sie bis zum Jahr 2068 ausgestellt bzw. verwahrt werden soll. Die Öffnung ist für den 50. Jahrestag des Starts von Gersts Horizons-Mission, also für den 6. Juni 2068, vorgesehen. Die Aluminiumkugel wurde von Auszubildenden des DLR gefertigt und enthält unter anderem einen langzeitbeständigen Datenträger. Darauf sind Wünsche für die Zukunft gespeichert, die 8000 Kinder und Jugendliche im Rahmen eines Schulwettbewerbs einsendeten. Auch über 2000 Fotos aus dem Alltagsleben und zahlreiche Zeitdokumente befinden sich auf der M-Disc. Die Kapsel enthält zudem mehrere symbolische Kleinobjekte, die für die Forschungsbereiche des DLR stehen: mehrere Meteoritenstücke, darunter auch ein Bruchstück des Meteoriten NWA 7325 (Weltraum), ein kleines Papierflugzeug (Luftfahrt), zwei von Schulklassen gefertigte Sonnenuhren (Energieforschung) und das Miniaturmodell eines DeLorean (Verkehrsforschung).
Im Stift Klosterneuburg sind im Jahre 2022 beim Abnehmen der Kirchturmkreuze zwei etwa 150 Jahre alte Zeitkapseln entdeckt worden. In beiden Kapseln wurden historische Dokumente rund um die Geschichte des Stifts und seine Bauweise entdeckt. Nach der Renovierung im Jahre 2023 wurden zwei neue Zeitkapseln mit teils geheimem Inhalt versteckt. Sie sollen aktuelle gesellschaftliche Herausforderungen festhalten und diese einer zukünftigen Generation mitteilen.